# Halterofília als Jocs Olímpics d'estiu de 1928 - pes lleuger
La competició del pes lleuger, amb un pes dels aixecadors inferior a 67,5 kg, va ser una de les cinc proves d'halterofília que es disputà durant els Jocs Olímpics d'Amsterdam de 1928. La prova es disputà el 28 de juliol i hi van prendre part 16 aixecadors en representació d'11 nacions.

## Medallistes
| Or                                | Plata         | Bronze               |
| Kurt Helbig (GER) Hans Haas (AUT) | No es concedí | Fernand Arnout (FRA) |

## Resultats
| Pos. | Aixecador                | Impuls   | Impuls   | Impuls   | Arrancada | Arrancada | Arrancada | Dos temps | Dos temps | Dos temps | Total |
| Pos. | Aixecador                | 1.       | 2.       | 3.       | 1.        | 2.        | 3.        | 1.        | 2.        | 3.        | Total |
| ---- | ------------------------ | -------- | -------- | -------- | --------- | --------- | --------- | --------- | --------- | --------- | ----- |
| 1    | Hans Haas (AUT)          | 77.5     | 82.5     | 85       | 97.5      | 102.5     | X (105)   | 130       | 135       | X (137.5) | 322.5 |
| 1    | Kurt Helbig (GER)        | 85       | 90       | X (92.5) | 90        | 95        | 97.5      | 125       | 130       | 135       | 322.5 |
| 3    | Fernand Arnout (FRA)     | 80       | X (85)   | 85       | 90        | X (95)    | 97.5      | 115       | 120       | X (125)   | 302.5 |
| 4    | Albert Aeschmann (SUI)   | 80       | 85       | 87.5     | 90        | X (95)    | X (95)    | 115       | 120       | X (125)   | 297.5 |
| 5    | Willi Reinfrank (GER)    | X (85)   | 85       | 90       | 90        | X (95)    | X (95)    | 120       | X (125)   | X (125)   | 295   |
| 6    | Jules Meese (FRA)        | 85       | 90       | X (92.5) | 82.5      | X (87.5)  | 87.5      | 110       | X (115)   | 115       | 292.5 |
| 7    | Anton Hangel (AUT)       | X (77.5) | X (77.5) | 77.5     | X (90)    | 90        | X (97.5)  | 120       | X (130)   | X (130)   | 287.5 |
| 8    | Gastone Pierini (ITA)    | 85       | 90       | X (92.5) | X (82.5)  | X (82.5)  | 82.5      | 105       | X (110)   | 110       | 282.5 |
| 9    | Joseph Jaquenoud (SUI)   | 75       | 80       | X (82.5) | X (82.5)  | 82.5      | X (87.5)  | 100       | 107.5     | 112.5     | 262.5 |
| 10   | Cor Tabak (NED)          | 72.5     | X (77.5) | 77.5     | 77.5      | 82.5      | X (85)    | 110       | 115       | X (117.5) | 270   |
| 11   | Josef Matějček (TCH)     | 75       | 80       | 82.5     | 72.5      | 77.5      | X (80)    | 100       | X (107.5) | 107.5     | 265   |
| 12   | V. Van Hamme (BEL)       | 77.5     | -        | -        | 75        | X (80)    | 80        | 105       | X (107.5) | -         | 262.5 |
| 13   | Menotti Pozzacchio (LUX) | 70       | 75       | X (77.5) | 75        | 80        | X (82.5)  | X (105)   | 105       | X (110)   | 260   |
| 14   | Gerrit Roos (NED)        | 75       | X (80)   | X (80)   | X (75)    | 75        | X (80)    | 105       | X (110)   | X (110)   | 255   |
| 15   | Helge Sjögren (SWE)      | 65       | 70       | X (75)   | 77.5      | X (82.5)  | X (82.5)  | X (105)   | X (105)   | 105       | 252.5 |
| 16   | Henry Nissen (DEN)       | 65       | 70       | X (75)   | 70        | 75        | X (80)    | 95        | X (100)   | 105       | 245   |